# Gyttegårds Plantage
Gyttegårds Plantage är en skog i Danmark. Den ligger i Region Syddanmark, i den centrala delen av landet. Norr om skogen förekommer hed och på södra sidan jordbruksmark.